# Célimare le bien-aimé
Pour les articles homonymes, voir Bien-aimé.
Célimare le bien-aimé est une comédie-vaudeville en 3 actes d'Eugène Labiche et Alfred Delacour, représentée pour la 1re fois à Paris au Théâtre du Palais-Royal le 27 février 1863.
- Éditions Dentu.

## Argument
Célimare a 47 ans, et il va se marier avec Emma, une jeune fille qui en a 18. Mais cette différence d’âge ne l’inquiète pas, son long passé de séducteur le rassure. Il s’était spécialisé dans la conquête des femmes mariées, car, avait-il remarqué, « c’est rangé, et c’est honnête, il est si difficile aujourd’hui d’avoir pour maîtresse une femme complètement honnête ». Il avait vu un avantage supplémentaire : « Quant à la dépense... des bouquets... quelques sacs de bonbons... rien du tout ! ». Bien sûr, il reconnaissait qu’il y avait toujours un gêneur, le mari, mais pour cela, avouait-il aussi, il avait une méthode : « moi, j’ai toujours soigné le mari... c’est mon système ».
Oui mais voilà, il a si bien soigné les maris qu’après son mariage, il subit la présence inopportune de deux d’entre eux, Vernouillet et Bocardon. L’un se plaint d’être soudainement délaissé et devient jaloux, l’autre s’impose dans le nouveau ménage.
Célimare pensait naïvement s’en défaire facilement : « Ces liaisons-là n’ont pas de racines... [...] ça se tranche comme avec un couteau ».
Il va s’apercevoir que c'est bien plus difficile qu’il ne le pensait, et, ce qui n’arrange pas les choses, la réalité des relations qu’il a eues avec leurs femmes se révèle avec le temps ("Ça se répand !... tout à l'heure on va le faire afficher!"). Emma finit par poser un ultimatum : "S'ils restent... je partirai!... Eux ou moi... choisissez !...".

Célimare finira par trouver la réponse, qu’il résumera sous forme de proverbe dans la dernière scène.

## Quelques répliques
- Pitois à Célimare (Acte I scène III) :

- « Mais tout ça ne lui a pas porté bonheur »
- « Il est mort ? »
- « Il est devenu huissier »
- Le futur beau-père à Célimare (Acte I scène V):

- « Je ne vous cache pas qu’au premier abord, vous ne me plaisiez pas du tout. »
- « Ah ! »
- « À ma femme non plus... »
- « Alors qu’est-ce qui vous a décidé ? »
- « C’est le notaire... quand il nous a dit que vous aviez quarante mille francs de rente. »
[...]
- « Heureusement que votre fille ne partage pas votre opinion... »
- « C’est vrai... vous lui plaisez assez... Je ne comprends pas ça... »
- Célimare présentant Vernouillet à Bocardon et inversement (Acte I scène X) :

- « M. Vernouillet... mon meilleur ami... M. Bocardon... mon meilleur ami... »
- Vernouillet à Célimare (Acte II scène VIII) :

- « Non... je ne me battrai pas. Le duel est un préjugé barbare... mais je vous attendrai le soir au coin de votre rue avec des pistolets... »
- Exemple d’humour absurde de Labiche (Acte II scène X) :

Célimare : « « Mourir si jeune » m’écriais-je, (se reprenant) me disais-je, parce que, au fond de l’eau, on ne peut pas crier... »
Colombot, naïvement : « C’est vrai ! »
- Célimare expliquant son prétendu sauvetage (Acte II scène X) :

- « Il déchire le filet [...] avec ses ongles... avec ses dents... dans ces moments-là, on prend ce qu’on trouve. »
- Célimare vantant Vernouillet (Acte II scène X) :

- « Lui ?... il resterait vingt-deux minutes sous l’eau, sans boire ni manger. »
- Idem :

- « Vernouillet n’aime pas qu’on en parle ... modeste comme tous les plongeurs. »
- Vernouillet proposant une photo dédicacée (Acte II scène XI) :

- « Voici des vers... je n’en ai fait qu’un... j’attends l’autre. »
- Mme Colombot s'interrogeant (Acte III scène I) :

- « Est-ce que ça se mange, les poissons rouges ? »
- « Pourquoi pas ?... on mange bien des écrevisses... »
- Célimare, à qui on vient de parler de la timidité de Mme Bocardon (Acte III scène VII) :

- « Elle, timide ?... comme un carabinier ! »
- Célimare tentant d'expliquer son brusque départ (Acte III scène XI) :

- « on me propose une affaire magnifique... il s’agit de fabriquer du zinc avec de la terre de bruyère... c’est un secret... n’en parlez pas ! »

## Distribution
| Acteurs et actrices ayant créé les rôles |                   |
| Personnage                               | Acteur ou actrice |
| Paul Célimare                            | Geoffroy          |
| Vernouillet                              | Lhéritier         |
| Bocardon                                 | Hyacinthe         |
| Colombot                                 | M. Mercier        |
| Pitois                                   | Lassouche         |
| Mme Colombot                             | Mme Delille       |
| Emma, sa fille                           | Mlle Deschamps    |
| Adeline, femme de chambre                | Mlle Danjou       |

## Adaptations à la télévision
- 1964 : Célimare le bien-aimé (d'Alfred Delacour et Eugène Labiche), téléfilm René Lucot
- 1995 : Célimare le bien-aimé (d'Alfred Delacour et Eugène Labiche), téléfilm Michèle Reiser, mise en scène Jean-Louis Thamin